# Háfafell
Háfafell är ett berg i republiken Island. Det ligger i regionen Västfjordarna, 190 km norr om huvudstaden Reykjavík. Toppen på Háfafell är 407 meter över havet.
Trakten runt Háfafell är nära nog obefolkad, med mindre än två invånare per kvadratkilometer. Det finns inga samhällen i närheten. Trakten runt Háfafell består i huvudsak av gräsmarker.